# Rotes Haus (Dornbirn)

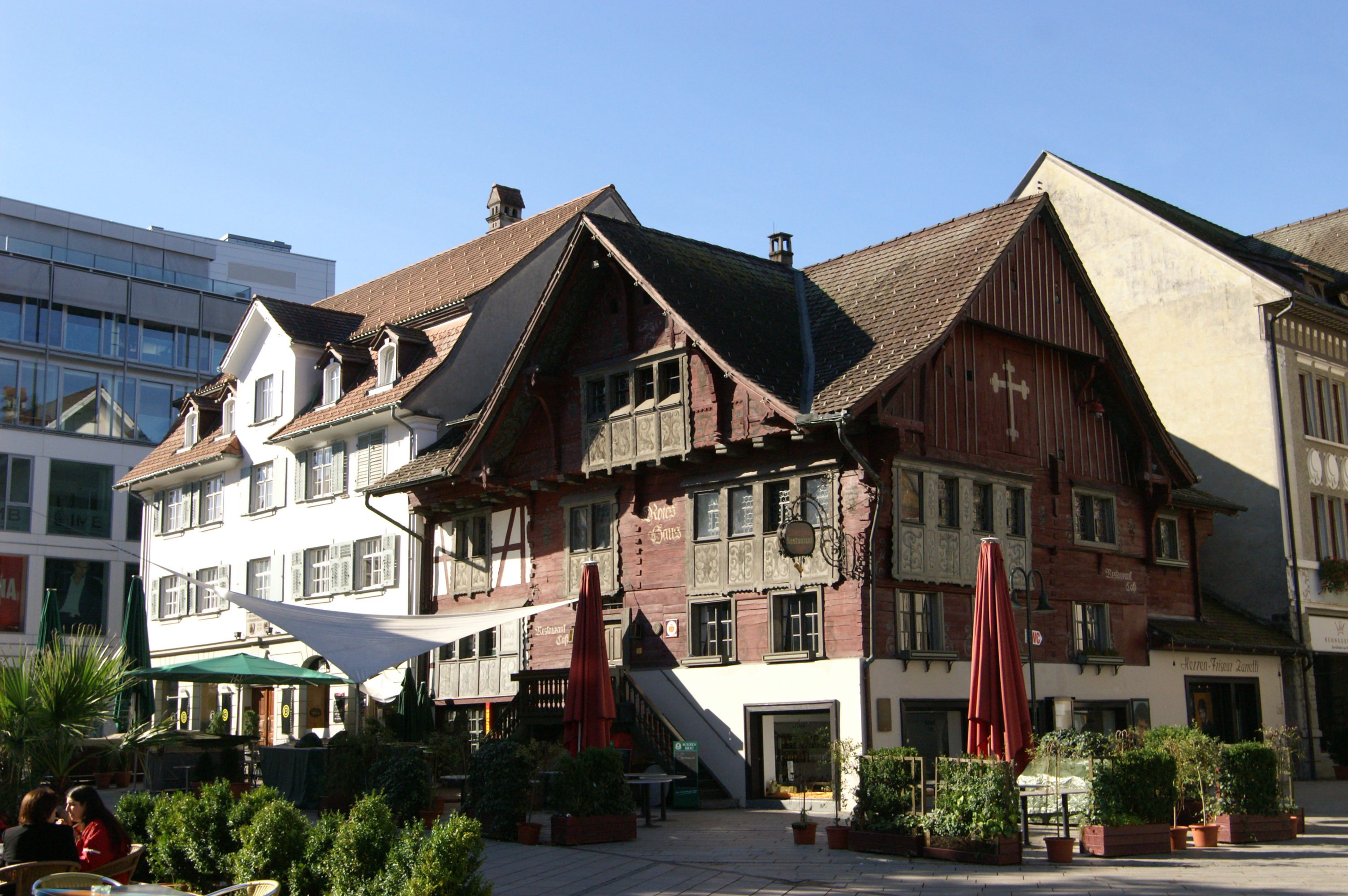
Das Rote Haus

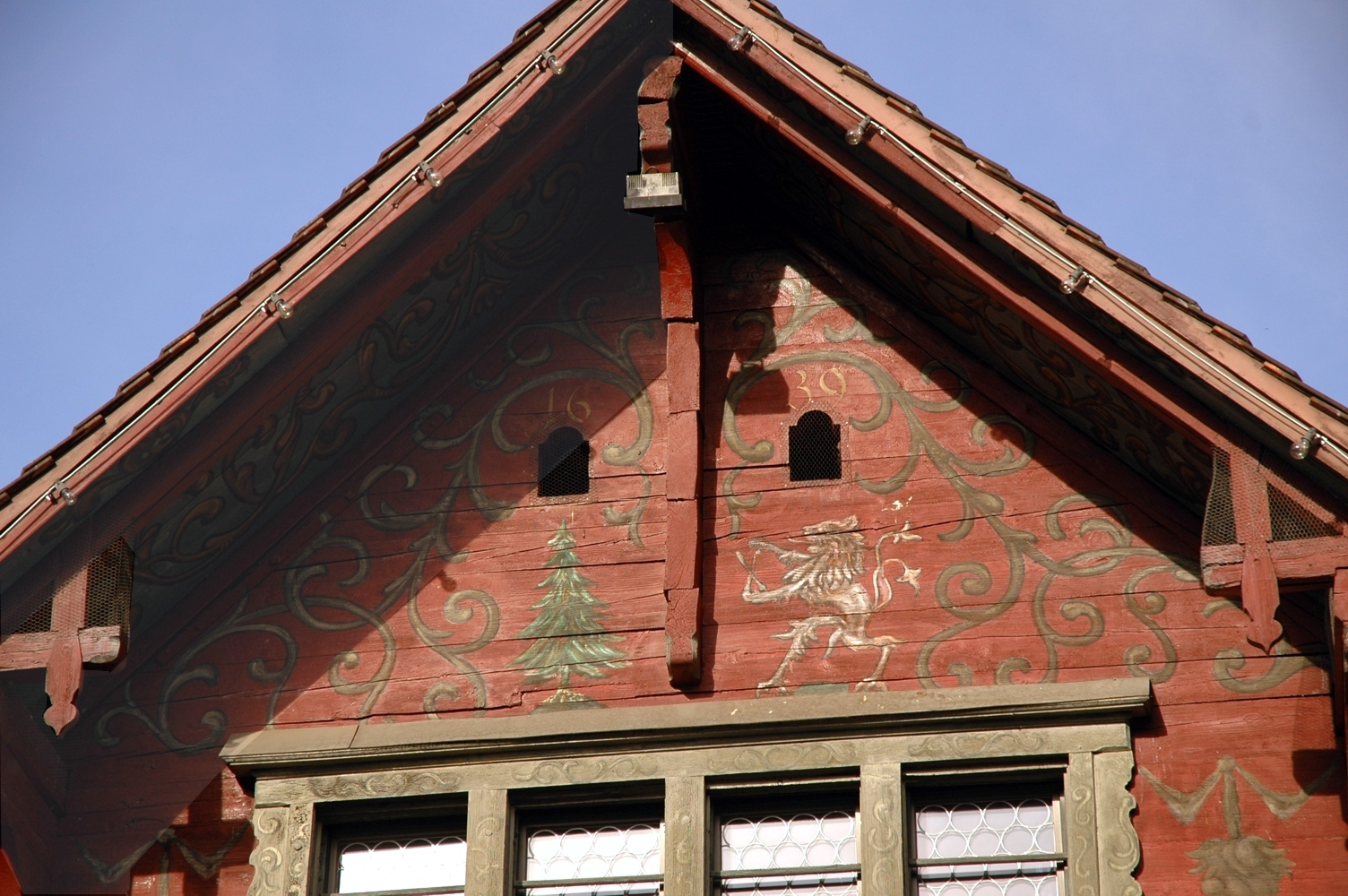
Wappen

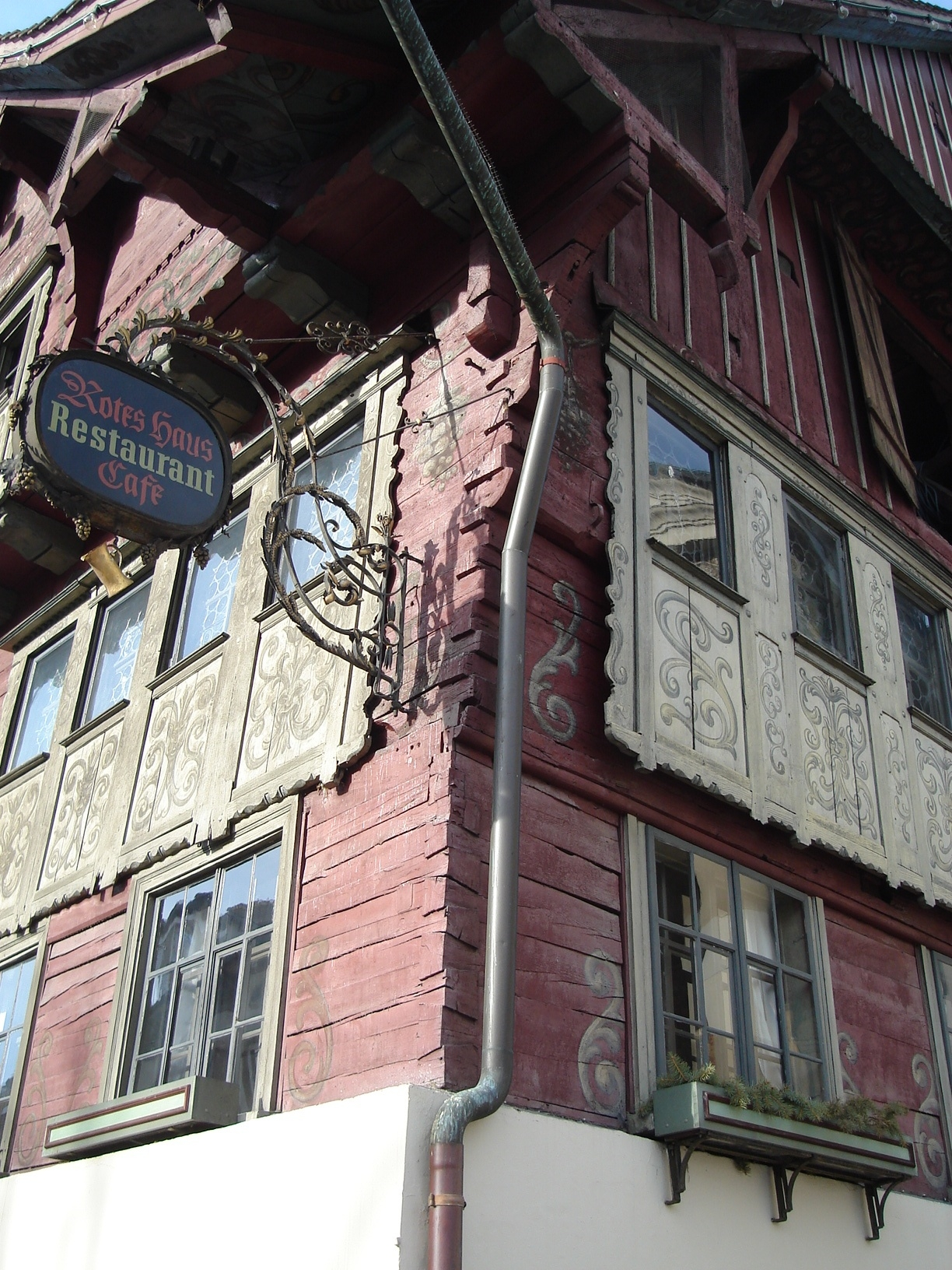
Ecke des Strickbaus

Das Rote Haus ist das Wahrzeichen der österreichischen Stadt Dornbirn. Am Dornbirner Marktplatz neben der Stadtpfarrkirche St. Martin stehend, wurde das Gebäude im Jahr 1639 errichtet und zählt zu den Sehenswürdigkeiten der Stadt.
Das Gebäude im Stadtbezirk Markt steht im Zentrum der Stadt südwestlich am Marktplatz neben der Stadtpfarrkirche. Im Jahr 1639 errichteten Michael Danner und seine Frau Verena, geborene Rhomberg, das stattliche Rheintalhaus in Strickbauweise und nutzten es als Wohnhaus, Gasthaus und als Tanzstätte.  Noch heute wird das Rote Haus als Gastwirtschafts-Betrieb geführt. In weiterer Folge entwickelte sich das Gebäude am Marktplatz zu einem Zentrum der Dornbirner Gemeindepolitik. Die Freitreppe vor dem Roten Haus wurde oft für amtliche Verlautbarungen genützt und auch das wichtigste Ereignis in der frühneuzeitlichen Geschichte Dornbirns – der Loskauf von den Grafen von Ems 1771, durch den die Dornbirner von der Emser Landesherrschaft befreit wurden – fand im Roten Haus statt.
Tanne und Löwe, die Wappenschilde der Familien Danner und Rhomberg, schmücken aufgemalt noch heute den Frontgiebel zur Marktstraße.
Im Jahr 1954 wurde das Rote Haus vor dem sicheren Verfall und dem beabsichtigten Abriss durch die Stadt von August Rhomberg und seiner Frau, der Architektin Elfriede Rhomberg, gerettet, welche das Haus erwarben und außen wie innen mit hohem Aufwand stilecht renovierten und das älteste Rheintalhaus der Stadt erhielten. Mitte 2007 wurde das Gastlokal im Gebäude nochmals aufwändig restauriert.
Die architektonisch reiche Gliederung des Holzhauses, die von Symmetrie bewusst absieht, farbfrohe Bemalung (bereits seit der frühen Neuzeit wird kein echtes Stierblut mehr zur Färbung der Wände in ihre namensgebende Farbe verwendet), handgehauenes Gebälk, antiker Hausrat und echte Öfen, wozu sich auch heimatkundliche und kunsthandwerkliche Antiquitäten befinden, machen heute das Gebäude aus.